# 希音

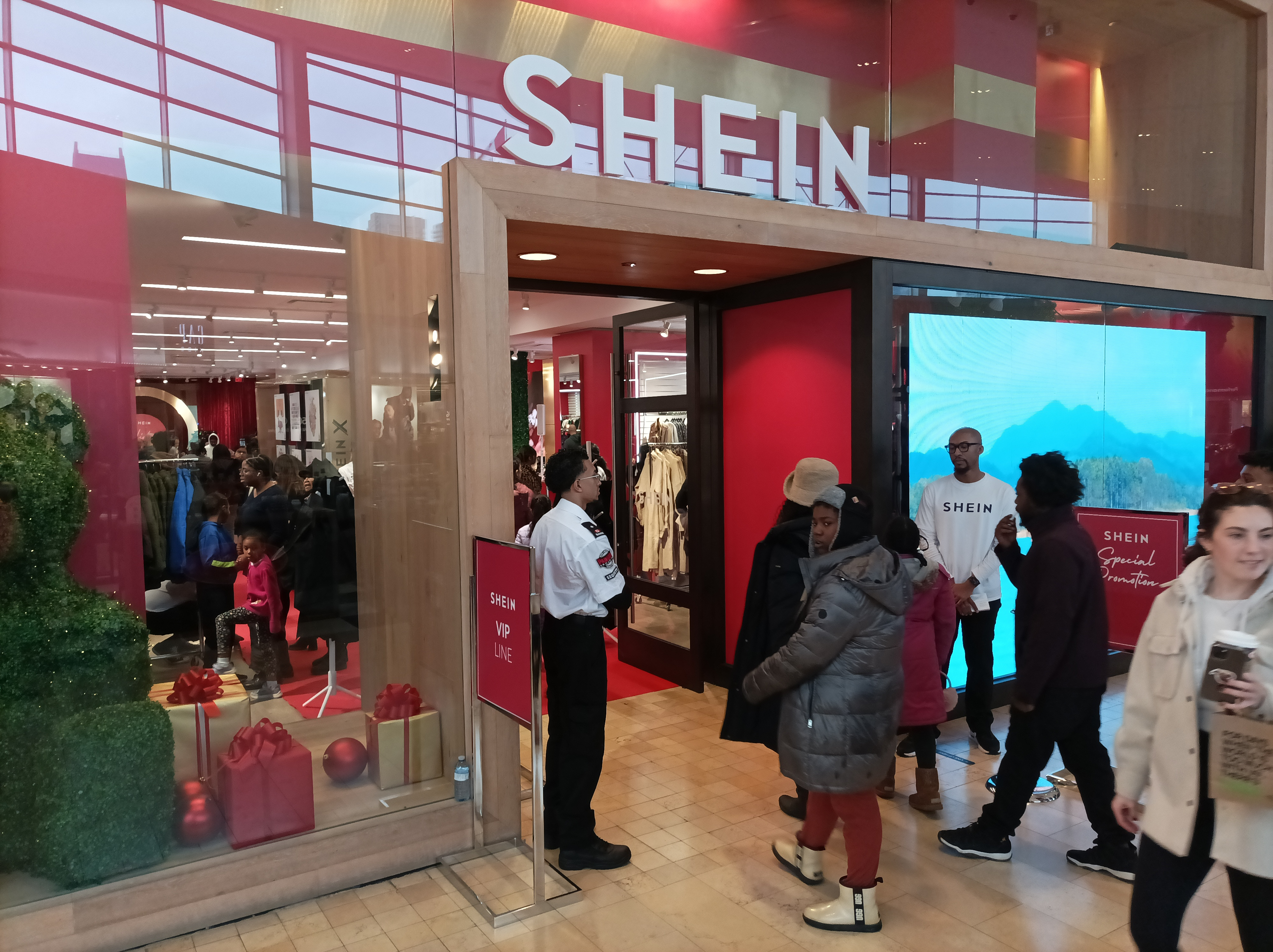
Shein於加拿大的快閃店

Shein（風格化全大寫；註冊名希音）是一家總部設在新加坡的中國大陸在線快時尚零售商，是其中一個在全球多地最為人所知的電子商務平臺，但在中國本土就相對不為所知。它的前身跨境婚紗電商SheInside由許仰天（Chris Xu）於2008年在中國南京創立。Shein在全球超過150個國家地區開拓市場，並經過2022年4月的一輪融資令其市值達到1000億美金，截至2021年其網絡平臺月活躍用戶達到700万。
Shein作為世界各地千禧一代和Z世代經常使用的熱門電商平台，知名於販售相對平價的服裝，其市場成功被指歸功於博得Z世代客戶群歡迎，公司有利用演算法評估與社群媒體創造趨勢，來消費流行的經營模式。初期該公司被視為一種廠商直送商家，因其未直接涉及設計和生產環節，而直接從廣州的服裝批發市場處入貨。Shein由2012年開始建立自己的供應鏈體系，轉變自身成為一個完全的綜合零售商。到2022年時它在廣州打建了一個屬於自己的供應鏈，供應網絡擁有超過3,000個供貨商。
基於拓展國際市場和經濟因素，公司總部於2019年移師新加坡，同時保留在中國的庫房和供應鏈。2022年收入達到240億美金，規模與Zara和H&M這些服裝零售巨頭相當。 據彭博商業周刊等的看法，Shein的商業模式是有得益於中美貿易戰，尤其是在稅收優惠方面。

## 历史
希音（南京领添信息技术有限公司）由许仰天于2008年在南京创立，最初品牌名称为Sheinside，主营婚纱礼服。2012年更名为Shein，经营范围也扩展到服饰全品类。2014年，希音收购了时尚女装品牌Romwe。2015年公司主体迁往广州番禺。因地处番禺南村镇服装加工基地，公司得以形成完整的柔性供应链体系。2018年起希音全面进军全球市场，服务遍及美国、欧洲、中东、印度、东南亚等市场的200余个国家。2021年，希音决定将其中高端系列Shein Premium更名为MOTF并推出独立网站。

### 創立及早期商業模式（2008—2012年）
Shein的前身為ZZKKO，由時為企業家兼SEO營銷專家许仰天（Chris Xu）於2008年在中國大陸創立。
關於許的教育和事業背景直到2022年仍不可參透，諸信源所提供的身份資料細節不相一致。據衛報報導，部分信源描述他是一位畢業於喬治·華盛頓大學的華裔美國人。然而其他信源則表明他是1984年於山東省出生，隨後在青岛科技大学接受教育。衛報標明指，許在中國媒體報導之中是被描述為一個出身貧困的平凡學生。Shein方面則堅稱許是出生於中國大陸。
公司網頁SheInside.com於2011年3月註冊， 時宣傳自己是「一個全球領先的婚紗公司」，不過當時公司也同樣銷售一般女裝。公司當時就從廣州的服裝批發市場收取貨品，這裡也是公司的眾多服飾生產者及其推銷市場的中心樞紐。
當時的Shein未有涉足服飾產品的設計或生產環節，而是如同一家廠商直送公司般運作， 向國際顧客們直接銷售來自第三方批發商的貨品。

### 重塑品牌及綜合化零售商轉型（2012—2019年）
在2010年代初期，Shein向西班牙、法國、俄羅斯、意大利和德國輸出他們的商品；銷售的品種除女性服飾，囊括化妝品、鞋品、錢包和珠寶首飾。2012年時，公司開設沿用至今的網頁，開始使用社交媒體進行營銷，透過贈品換取時尚博主們的合作，在Facebook、Instagram和Pinterest平台上推銷公司商品。
2014年Shein收購中國大陸在線商務的零售平台Romwe，將其自身變為一個「完全的綜合零售商」。2016年時公司擁有了100名僱員，並於廣州建立起公司總部。2015年公司由Sheinside更名為Shein , 聲稱其為一個更簡單易記的名號而可被輕易在線搜尋。
2016年許組建了一個擁有800名設計者及樣板生產者的團隊，負責生產Shein品牌的服裝。公司也開始排除那些提供相對低素質貨品或影像的供貨商，從而改變其供應鏈安排。

#### 移師新加坡註冊
2019年新加坡註冊公司Roadget Business Pte將許仰天和其他人並列為公司法人代表。至2021年中國方面的公司備案文件顯示，Shein註銷了其主要的商業機構南京领添信息技术有限公司，新加坡方面備案記錄則顯示，Roadget成為營運Shein全球網頁以及持有Shein商標的法定實體。

### 疫情期間增長及市場崛起突顯（2020年—）
伴隨著COVID-19大流行，在2020年公司報告其營收達到100億美金，據累計為公司連續七年銷售增長超過100%。據報截至2020年10月，Shein被評價為全球第一大規模的限定在線服務的時尚業公司。Shein也被指出是其中一個早期利用TikTok的實體，將之作為推銷工具，並以之作為公司推廣病毒式貨品的能力，刺激公司在市場的流行度。
2021年11月的時候，Shein的市值由150億美金增長到300億。截至2022年5月，其被評為全球第一大快時尚公司。華爾街日報2022年10月報導，Shein 2022年收入達到240億美金，以致其規模與Zara和H&M相當。
2022年一項調查訪問了7,000名美國青少年， 據統計Shein被受訪者們列為第二喜歡的電子商務網頁。
财富2022年5月刊載文章，表示公司是為Z世代顧客們提供派對餐飲服務，在期間利用著大數據及高效的中國生產鏈條，達成低價的快速時尚設計。時公司市值擴張至1000億。

#### 開拓北美及計劃上市紐約交易所
2022年Shein在懷茨敦建立了配送中心，同時計劃在加利福尼亞南部和美國東北開設更多的配送設施。2022年11月。Shein在安大略的萬錦開設新辦公室及配送中心，計劃定位配送中心作為Shein在加拿大的主要配送樞紐。
2023年美國技術商業新聞網頁The Information報導， Shein公司代表和美國本土科技巨擘亞馬遜及Google進行過非正式會談，討論潛在的投資Shein公司計劃。報導指出Shein方面期望未來可在紐約證券交易所上市。

## 營銷模式
據CNN報導，不少TikTok博主先由Shein大肆購買服裝，再向其受眾群發送一條如拖拉影片的訊息，展示那些來自Shein的服裝，从而在TikTok上面形成一個宣傳流，进而誘導更多顧客點擊公司網頁。2021年5月17日的時候，據計Shein's應用程式的下載量一度超越了Amazon。2020年，Shein是TikTok和Youtube上聲量最高的品牌，以及Instagram上聲量第四高的品牌。
Shein聲稱利用了新生代群體的心理因素而相對應地實施市場策略，以提升市場份額，平臺的低價也吸引到那些缺乏預算的青少年網購者將他們所購商品發佈到社交媒體上。
公司為扩大用戶群，而提供相對低價以刺激需求，並設定顧客消費越多則可以換取越多折扣，而這些折扣被鼓勵用於他們的下一次購物活動。Shein不僅利用其算法驅動的推薦系統，還設計了系列以贏取可兌換積分的任務為誘因，吸引客戶經常性地登入平台——諸如將商品添加到購物車、觀看直播、參加其比賽節目等。

## 生產
原初的希音沒有自己設計服飾，公司主要的服裝貨源取自於廣州的服裝批發市場。後來到2014年時的希音確保其擁有自己的供應鏈體系，從而轉變為一個完全的綜合型零售商。公司之後依賴一個生產合作夥伴與供應商們組成的網絡，為其製造和配送產品。
Shein會測算流行動向，在鑑別到流行趨勢的三天內，便會迅速地生產出品。Shein也會限制其訂單規模在大約100份出品一個批次，以估算顧客興趣，而相較於Zara這樣一批次的大批出貨（500份），可能會較少機會在訂單交易量未完成之下損失利潤。據彭博社報導，Shein的小規模策略也被視為它的一個成功關鍵，與希音合作的供應商們也可以感受到，他們的生意隨著規模的擴大而有所增長。

## 稅金待遇
Shein有其技巧來規避承擔出入口稅金，進而極大地刺激更多盈利。根據美國2015年貿易便利化和貿易執法法案的321章節條款（也被引用作「瑣碎」），列明每人的進口物品免稅上限為800美金。該法例由此即容許Shein可以（按照法例而合法）免稅向美國出口貨品，變相令到Shein相較於美國本地公司更有競爭優勢。
2023年4月，有巴西官員表示Shein利用了巴西法例的漏洞，進行避稅並向國內顧客「走私」。

### 避稅指控
英國法定要求海外銷售者通過海運輸入的低價（£135英鎊以下）貨品，必須註冊以繳交英國增值稅，該種海運的增值稅從買方收取，再匯予稅務海關總署。Shein被判定在該法例生效後，至少持續9個月未有依法遵從，而其網頁也未按照英國法例要求，展示它的在英國公司註冊序號或逐項列出增值稅目。

## 爭議

### 環境及健康
據德國之聲2021年後期發佈一條介紹Shein所建立的快時尚體系的短片，批評其營銷主要針對那些較少作出明智經濟決定的青少年，以及製造環境影響。其他傳媒機構則關注到該應用程式成癮生態，指出其如何利用低價吸引人們購買他們並不需要的東西。而由於Shein的大部分販售物並非高質量出品，可能導致消費者們輕易地處理掉這些衣物，從而加劇紡織廢棄品問題。
作為對上述批評的回應， Shein在應用程式美國版導入了一個轉售服務系統，提供Shein二手時尚品的買賣。對於該舉措的成效，評價不一，因為Shein本身的實惠度，所以用戶考量會優先購買平台上新的商品，而不是二手品。

#### 鉛物質超標
2021年，加拿大電視市場調查欄目Marketplace的其中一期節目，由多倫多大學Miriam Diamond所主導的對幼兒夾克所作調查，發現來自Shein的出品，鉛含量是超出加拿大衛生部所訂安全標準將近20倍，其販售的另一款紅色錢包也被測出超標5倍。Shein回覆電視欄目表示，公司方面會停止銷售上述兩種被發現問題的商品，並且會在問題得到解決之前，停止取得對應供應商的貨品。

### 人權和勞工權益問題
Shein有被指責侵犯中國勞工權益。2021年時瑞士非政府組織Public Eye的一項調查揭發，公司在廣州六個站點的員工工時超出中國勞動法的規定，平均每週工作達到75小時，調查還發現工作場所的走廊和樓梯都被堵塞。
2021年8月，Shein在其官網公佈稱，旗下廠房獲得了國際標準化組織和SA8000的認證。這點存在爭議，被認為違反了英國2015年現代奴隸制法案。據路透社報導，Shein也牽涉在澳洲違反相似的反奴隸法例。
2025年1月，英国广播公司前往广州番禺的Shein服装生产商进行调查，发现工人普遍存在超时工作的问题。
據華爾街日報報導，Shein擁有一個負責監控供應鏈夥伴們的內部團隊，而如天祥集團這樣的獨立機構也會參與審計。

#### 新疆
彭博社在2022年11月报道， Shein的服飾所使用的棉花是來自新疆的棉花。報導出來後，一個美國聯邦參議員的跨黨聯盟便向Shein發信，要求對方提供關於可能潛在使用新疆強迫勞動於棉製品生產的訊息。
法律專家指出Shein可能利用一個有利的稅收漏洞，從而迴避防止強迫維吾爾人勞動法施以影響。財富雜誌2022年刊載的一篇文章，則指出Shein大部分經航運輸入美國的服飾，價值低於800美金（瑣碎海運貨品），如此意味著均豁免於入口稅。據Miller & Chevalier律師事務所的Manuel Levitt觀點，因為這些跨洋包裹都非常小件，意味著美國海關及邊境保衛局不會「像對一箱裝滿送去品牌商店的貨品的貨櫃那樣，對這些價值不足800美金的海運貨物作出仔細檢查」。
2023年5月，一些美國議員促請美国证券交易委员会在Shein可澄清其未有於生產品使用強迫勞動之前，暫緩批准公司的首次公開招股。

### 版權爭端
Levi's公司在2018年控告Shein盜用一款被註冊的牛仔褲拼接技術，案件後於庭外和解。2021年馬汀公司也提起訴訟，指控Shein與其姊妹公司Romwe，盜用真正的馬汀鞋圖像「吸引客戶」及以低價售賣抄襲公司設計的產品（也稱之為「Martins」），Shein則予以全盤否認。
2021年3月，勞夫·羅倫馬球對Shein的母公司，提起商標侵權及不當競爭行為訴訟。控訴指Zoetop（卓天商务有限公司）在銷售「具困擾而相似」標誌的衣物，是對他們「勞夫·羅倫馬球產品的良好信譽和商譽」的（自行）開發。
2022年墨西哥文化部訴諸法庭，挑戰Shein自行利用有使用傳統瑪雅設計的產品，迫使Shein於網頁移除對應的商業訊息。

#### 創作者和零售商發起的設計盜取指控
Shein也曾被多名創作者和小型時尚零售商指控盜取設計。Shein也被指控在非服飾領域涉及盜取設計，例如搪瓷別針。
2018年洛杉磯本地商家Valfré的東主Ilse Valfre，被她的顧客告知Shein在銷售和她產品「雷同的盜版」。美國公司Kikay的聯合創始人Quinn Jones，則聲稱他發現在Shein上的耳環設計和Kikay的出品極為相似。對於上述指控的回應，Shein移除了這些產品訊息並許諾和提供這些盜版的供應商不再聯繫。
為激起外界對Shein活動的關注和支援獨立品牌及創作者們，主題「boycottShein」於2020年在TikTok和Twitter上流行開來。2021年，Sincerely Ria的創立者兼設計者Mariama Diallo, 指控Shein盜取了她在一條包含以比較圖像表明其創作靈感的推文，所展示的設計。

### 數據安全和個人隱私

#### 2018年數據洩露爭議
2018年時公司遭到黑客攻擊導致數據大規模洩露，642萬用戶的電子郵箱地址和加密密碼被外洩，引起安全專家們聲討公司的「反應性網絡安全策略 」和失職於充分保護客戶們的訊息。後來公司更被確定未有如實告知外洩賬戶的總數，3,900萬用戶不單止被盜取了用戶名和密碼， 還包括他們的信用卡訊息。Shein的母公司Zoetop在2022年10月13日與紐約州總檢察長萊蒂蒂亞·詹姆斯（Letitia James，又譯詹樂霞）的辦公室達成協定，因其未妥善處理波及全球數千萬消費者個人信息、同時意圖隱瞞事態嚴重程度，向紐約州支付190萬美元的罰款，根據協議Zoetop還必須維持一個全面的信息安全計划。作為應對中國背景應用程式的系列行動一環，2023年美國指控Shein以及Temu存在數據安全風險。

#### App在印度被禁
Shein的應用程式於2020年6月，在印度因個人隱私考慮而被禁制。印度电子信息技术部是依據其2000年信息技術法案的69A章條例，將Shein及另外59款中國應用程式列為同一類型， 聲稱「根據最近所收到的可信情報，這些應用程式對印度的主權和正道是構成威脅，印度政府決定不允許使用（這些應用程式） [...] 在移動和非移動聯網設備（都不允許）」，表示69A章授予中央政府「權力發佈命令，禁制公眾透過任何電腦資源取得任何訊息 」。然而在印度依舊可合法地於不受69A章規管的在線平臺，購買Shein的產品。

### 冒犯性視像
2020年7月，一條帶有卍符號的項鍊被舉報及引發廣泛公共爭議後，被移出網站 ; 官方解釋它是一個佛教信仰象徵，而非納粹象徵物。 2021年5月，Shein收到投訴其所展示的一款手機殼，它上面含有以粉筆畫出的一個帶著手銬的黑人男性形象。Shein發出聲明為造成冒犯而道歉， 同時為未經形象的創作者同意而使用該素材，致以歉意。

### 遭H&M指控抄襲侵權
2023年，遭競品H&M提告，H&M對外說明時解釋，H&M正在香港進行對Shein提出的侵犯版權訴訟中。H&M發言人強調，Shein在多件案例中侵犯了他們的設計版權
。

### 违反欧盟消费者保护法
2025年2月5日，欧盟官员认为Shein存在广泛地违反欧盟消费者保护法的行为，并被指控不尊重议会等问题，布鲁塞尔方面正在就是否推行不公平的合同条款、误导性降价和不公平的商业行为对该公司进行调查。